# 2000年中国中央电视台春节联欢晚会
2000年中国中央电视台春节联欢晚会（简称2000年央视春晚）是中国中央电视台于2000年2月4日（农历己卯十二月廿九除夕）為慶祝龙年新年代新千纪2000年代舉辦的綜藝性文藝晚會，于当晚20:00播出。由赵安、张晓海担任导演，赵忠祥、倪萍、赵薇、温兆伦、王思懿、濮存昕、牛群、冯巩、杨澜、姜昆、周涛、朱军、白岩松、文清、赵琳、曹颖、李小萌、崔永元、文兴宇、鞠萍担任主持人。本届春晚共聘用20位主持人，为历年之最。

## 节目单
本届春晚共分为五大篇章，分别是：
- 第一篇章（笑口常开闹今宵，1-7）
- 第二篇章（国盛家和万事兴，8-15）
- 第三篇章（中华儿女团聚情，16-25）
- 第四篇章（人逢喜事精神爽，26-33）
- 第五篇章（龙禧千年颂新春，34-38）

| 序号                                               | 类型                                               | 节目名                                                                                         | 表演者 |
|                                                    | 开头报时（由黑龙江哈尔滨制药六厂盖中盖赞助）       | 开头报时（由黑龙江哈尔滨制药六厂盖中盖赞助）                                                   | 盖中盖 哈尔滨制药六厂祝全国人民身体健康，阖家欢乐，事事如意（表盘显示：盖中盖哈尔滨制药六厂）                                            |
| 2000中国中央电视台春节联欢晚会开场、开头和开始片头 | 2000中国中央电视台春节联欢晚会开场、开头和开始片头 | 《前奏曲 (李斯特)》                                                                            | 好莱坞露天剧场 |
| 第一篇章（笑口常开闹今宵，1-7）                    |                                                    |                                                                                                | |
| 1                                                  | 歌舞                                               | 《把春天迎进来》                                                                               | 章子怡、广州军区战士歌舞团、吉林市歌舞团、北京星之海艺术团                                                                               |
| 2                                                  | 相声                                               | 《旧曲新歌》                                                                                   | 冯巩、郭冬临 |
| 3                                                  | 歌舞                                               | 《军中姐妹》                                                                                   | 张薇薇、张莉莉 |
| 4                                                  | 歌曲                                               | 《打个电话》                                                                                   | 林志炫、黄格选、满文军、满江 |
| 5                                                  | 小品                                               | 《同桌的她》                                                                                   | 潘长江、巩汉林、王思懿 |
| 6                                                  | 少儿歌舞                                           | 《找朋友》                                                                                     | 白雪、陈红、甘苹、空军蓝天少儿艺术团、内蒙古小鸿雁艺术团、银河少年电视艺术团、爱新觉罗元琅、谢晓琳、孙佳依、陈俏、晋朝荣、秦佳铭、谭可儿 |
| 7                                                  | 歌组合                                             | 《明星反串闹新春》                                                                             | 田震、臧天朔、韦唯、尚长荣、李谷一、刘长瑜、佟铁鑫、王静、尹相杰、于文华                                                                 |
| 第二篇章（国盛家和万事兴，8-15）                   |                                                    |                                                                                                | |
| 8                                                  | 歌舞                                               | 《大年三十》                                                                                   | 温兆伦、伊杨、含笑、凯路、凯月、金彪、杨洋、方方、圆圆、吉林市歌舞团、珠海市劳动局艺术团                                                 |
| 9                                                  | 戏曲                                               | 《地久天长百年好》                                                                             | 李洁、李佩虹、刘桂娟、赵秀君、于魁智、杨春霞、赵葆秀、孟广禄、耿巧云、管波、唐禾香、马帅、张火丁（柳国维表演）、史敏、李军               |
| 10                                                 | 歌曲                                               | 《给我感觉》                                                                                   | 张惠妹 |
| 10                                                 | 小品                                               | 《钟点工》                                                                                     | 赵本山、宋丹丹 |
| 11                                                 | 歌曲                                               | 《温情永远》                                                                                   | 刘欢 |
| 12                                                 | 歌曲                                               | 《溜溜的她》                                                                                   | 林心如、崔永元 |
| 13                                                 | 小品                                               | 《爱笑的女孩》                                                                                 | 文兴宇、蔡明、句号 |
| 14                                                 | 联唱                                               | 《九九新歌》                                                                                   | 唐平、陈震东、孙慧莹、慧子、朴树、谢雨欣（吕浪表演）、金海心                                                                             |
| 15                                                 | 歌曲                                               | 《家和万事兴》                                                                                 | 郁钧剑、张也 |
| 第三篇章（中华儿女团聚情，16-25）                  |                                                    |                                                                                                | |
| 16                                                 | 歌曲                                               | 《爱我中华》                                                                                   | 景岗山、孙国庆、韩磊、江涛、郭蓉、朱军                                                                                                   |
| 17                                                 | 歌曲                                               | 《澳门 我带你回家》                                                                            | 梁咏琪、黄伟麟、周冰倩、蔡国庆 |
| 18                                                 | 小品                                               | 《小站故事》                                                                                   | 黄宏、凌峰 |
| 19                                                 | 歌曲                                               | 《长江长》                                                                                     | 董文华 |
| 20                                                 | 音乐剧                                             | 《笑一笑》                                                                                     | 赵薇、林依轮、W.J、孙悦、陈婷婷、徐磊 |
| 21                                                 | 歌曲                                               | 《快乐2000年》                                                                                 | 黎明 |
| 22                                                 | 京剧                                               | 《四郎探母》                                                                                   | 穆宇、赵晶 |
| 23                                                 | 微型短剧                                           | 《品茶》                                                                                       | 赵忠祥、倪萍、黄宏 |
| 24                                                 | 歌曲                                               | 《西部狂想》                                                                                   | 那英、解小东、幺红 |
| 25                                                 | 歌曲                                               | 《天地喜洋洋》                                                                                 | 彭丽媛 |
| 第四篇章（人逢喜事精神爽，26-33）                  |                                                    |                                                                                                | |
| 26                                                 | 歌舞组合                                           | ①《开门红》 ②《你幸福我快乐》                                                                  | 汤灿、火风、鲍蓉、刘海波 蒋雯丽、吴若甫、傅笛声、任静、周艳泓、孙浩                                                                      |
| 27                                                 | 歌曲                                               | 《红彤彤的春天》及何厚铧讲话                                                                   | 周艳泓、甘苹、谢雨欣、眉佳、张媛媛、王向云                                                                                               |
| 28                                                 | 歌曲                                               | 《你好吗》                                                                                     | 宋祖英 |
| 29                                                 | 小品                                               | 《青春之约》                                                                                   | 郭达、孙涛、唐静、苏岩 |
| 30                                                 | 相声                                               | 《谈情说爱》                                                                                   | 姜昆、戴志诚 |
| 31                                                 | 大喜临门                                           | ①《甜蜜蜜》 ②《花好月圆》 ③《祝你好运》 ④《中国大团圆》 ⑤《今年喜事多》                        | 肖雅、李煜、朱含芳 谭晶、刘春梅、耿为好 刘媛媛、张媛媛 孙丽英、刘斌 孙洁、王颖、张宁、杨洋、张晓芬、王莹、张妮、李含曦                   |
| 32                                                 | 歌曲                                               | 《今生共相伴》                                                                                 | 谢霆锋 |
| 33                                                 | 歌曲                                               | 《举杯吧，朋友》                                                                               | 阎维文、殷秀梅 |
| 第五篇章（龙禧千年颂新春，34-38）                  |                                                    |                                                                                                | |
| 34                                                 | 零点压轴民族女孩歌舞                               | 《今宵久久》                                                                                   | 祖海、吕薇、周芳 |
| 35                                                 | 零点压轴诗朗诵                                     | 北京时间《等待钟声》（《难忘今宵》伴奏版）                                                     | 濮存昕、张懿婧 |
|                                                    |                                                    | 零点钟声（由黑龙江哈尔滨制药六厂盖中盖赞助）                                                   | 濮存昕、张懿婧 （表盘显示：盖中盖哈尔滨制药六厂）                                                                                        |
| 36                                                 |                                                    | 展读江泽民题写的新春祝辞                                                                       | 赵忠祥、倪萍 |
| 37                                                 | 千禧贺岁庚辰龙年歌曲                               | 《龙禧千年》                                                                                   | 陈瑶、李倩倩、陈真、王庆君、张娟、梁音、马晓晨、甄真                                                                                     |
| 38                                                 | 结尾歌舞/结束曲/片尾曲                             | 《今夜无眠》（最后一曲）                                                                       | 王霞、廖昌永、李丹阳、吕继宏、张迈、屠梅华（结尾合唱因）                                                                                 |
| 尾声/结束伴奏/片尾伴奏/谢幕                        | 尾声/结束伴奏/片尾伴奏/谢幕                        | 周涛: 各位家庭两千年春节联欢晚会到这里就结束了 我是周涛 朱军: 我是朱军 周涛、朱军: 明年、再见! | 周涛、朱军 |
| 尾声/结束伴奏/片尾伴奏/谢幕                        | 尾声/结束伴奏/片尾伴奏/谢幕                        | 《难忘今宵》                                                                                   | 结尾伴奏 |

## 影响
此外，该年春晚是赵忠祥主持的最后一届。
本届春晚中所演唱的歌曲《溜溜的她》为经典歌曲；而在演出开始出现在歌舞《把春天迎进来》中的章子怡，后来长期活跃于演艺圈；而赵本山、宋丹丹演绎的小品《钟点工》的台词“你脱了我马甲我就不认识你了？”成为当年的流行语。